# Heterothele spinipes
Heterothele spinipes là một loài nhện trong họ Theraphosidae.
Loài này thuộc chi Heterothele. Heterothele spinipes được Mary Agard Pocock miêu tả năm 1897.